# Pučež
Pučež (rusky Пучеж) je město v Ivanovské oblasti v Ruské federaci. Při sčítání lidu v roce 2010 měla přes osm tisíc obyvatel.

## Poloha a doprava
Pučež leží na pravém, západním břehu Volhy, na které je v tomto úseku Gorkovská přehradní nádrž. Je vzdálena přibližně 175 kilometrů východně od Ivanova, správního střediska oblasti.
Přes město prochází silnice R81 z Kiněšmy přes Jurjevec vedoucí dále k Zavolžje.

## Dějiny
První zmínka o obci je z roku 1594.V sedmnáctém století byla známa svou řemeslnou výrobou, lněnými látkami a sekyrami. V roce 1793 získala obec status posadu a tím vlastně městská práva. V 19. století se vyvinula v důležité obchodní střediska obchodu s obilím a plátnem. Zároveň byla důležitým střediskem pro burlaky.
V 50. letech 20. století byla většina staré zástavby zaplavena vzdutím Gorkovské přehradní nádrže a naopak na výše položených pozemcích byly vybudovány nové čtvrti.